# Bettiana Sonetti
Bettiana Sonetti (San Fernando, provincia de Buenos Aires, 14 de septiembre de 1994) es una futbolista argentina que juega como defensora en Estudiantes de Caseros de la Primera División Femenina de Argentina.

## Inicios
De pequeña Bettiana Sonetti jugaba junto a los varones del barrio. En el último año del colegio, cuando tuvo que elegir un club para continuar jugando, su madrina la llevó a realizar una prueba al Club Atlético River Plate ya que su primo se desarrollaba en la reserva del club de Nuñez. 
La defensora confiesa que nunca había jugado en cancha de once y en principio se probó como delantera. Luego de varias pruebas le pidieron que se parara en el puesto de defensora, de esta manera su rol dentro del campo de juego cambió.

## Trayectoria profesional

### River Plate
La lateral izquierda de la banda ingresó a la institución a los 18 años, realizándose como jugadora y aprendiendo todo lo posible debido a que tuvo que cambiar su estilo de juego para poder ser la defensora de River. 
Bettiana Sonetti tuvo la posibilidad de jugar uno de los importantes certámenes continentales como es la Copa Libertadores de América Femenina. En dicho certamen fue consideradas como una de las tres mejores jugadoras de la competencia.
El 18 de julio del 2019 sería un evento histórico ya que Bettiana Sonetti y 14 jugadoras más firmarían su primer contrato profesional con el Club Atlético River Plate de esta forma se oficializó el plantel completo.
El 17 de julio del 2020 la lateral por izquierda quien defiende los colores millonarios desde los 18 años renueva contrato con la institución.
Por la suspensión del fútbol debido a la pandemia la jugadora se entrena en el comedor de la casa del hermano en base a las rutinas que les envían los preparadores físicos del club. De forma paralela mantiene otro trabajo haciéndole frente a la pandemia desempeñándose en un laboratorio de productos odontológicos donde actualmente producen alcohol en gel, insumo necesario para prevenir el contagio del Covid-19.

### Lanús
En enero de 2022 se sumo como refuerzo del granate.

### Estudiantes de Caseros
En octubre de 2022 se confirma como refuerzo de Las Matadoras.

## Clubes
| Club                      | País      | Provincia    | Año           |
| Club Atlético River Plate | Argentina | Buenos Aires | 2013-2022     |
| Club Atlético Lanús       | Argentina | Buenos Aires | 2022          |
| Estudiantes (BA)          | Argentina | Buenos Aires | 2022-presente |
| ------------------------- | --------- | ------------ | ------------- |